# جورجینیو پوتیناتی
جورجینیو پوتیناتی (به پرتغالی: Jorge Antônio Putinatti) هافبک اهل برزیل است که در شهر ماریلیا و در تاریخ ۲۳ اوت ۱۹۵۹ به دنیا آمده‌است.
جورجینیو پوتیناتی در تیم‌های فوتبال Marília، پالمیراس، کورینتیانس، Grêmio، Guarani، سانتوس، XV Novembro-Piracicaba، ناگویا گرامپوس سابقهٔ حضور دارد.